# Kia Carnival
Kia Carnival — мінівен південнокорейської фірми Kia Motors. 
У Великій Британії та Північній Америці до виходу четвертого покоління продавався під ім'ям Kia Sedona.

## Перше покоління

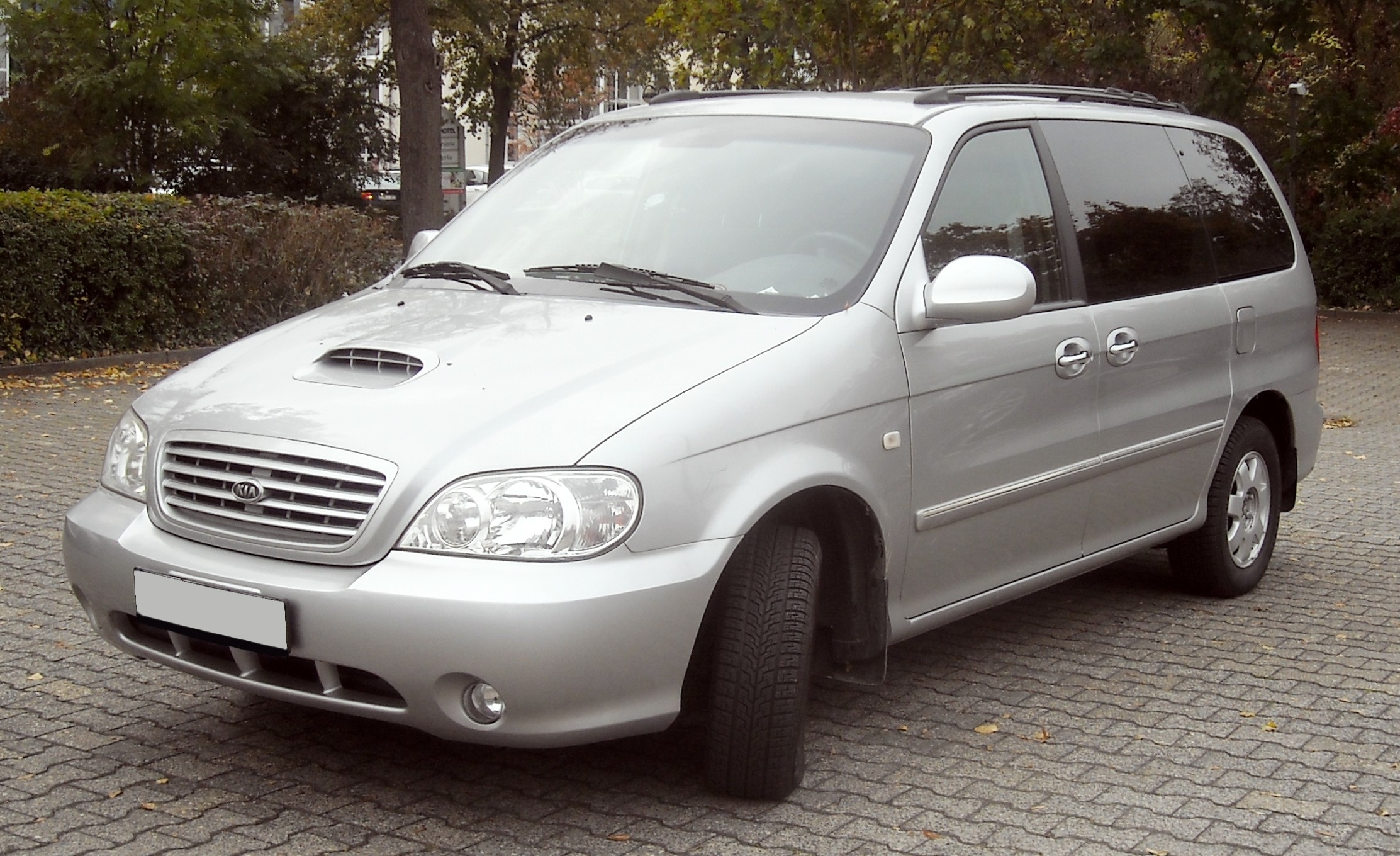
Kia Carnival KV-Ⅱ

Продаж автомобілів першого покоління здійснювалася з початку 1999 року. Автомобіль забезпечувався антиблокувальною системою і двома подушками безпеки. В Малайзії продавався як Naza Ria.

### Рестайлінг
У 2002 році була проведена модернізація. Для того, щоб відповідати нормі вихлопів Євро-3 була зменшена потужність бензинового двигуна. Турбодизель отримав чотири клапани на циліндр.

### Двигуни
- 2.5 л Rover KV6
- 3.5 л V6
- 2.9 л CRDi

## Друге покоління

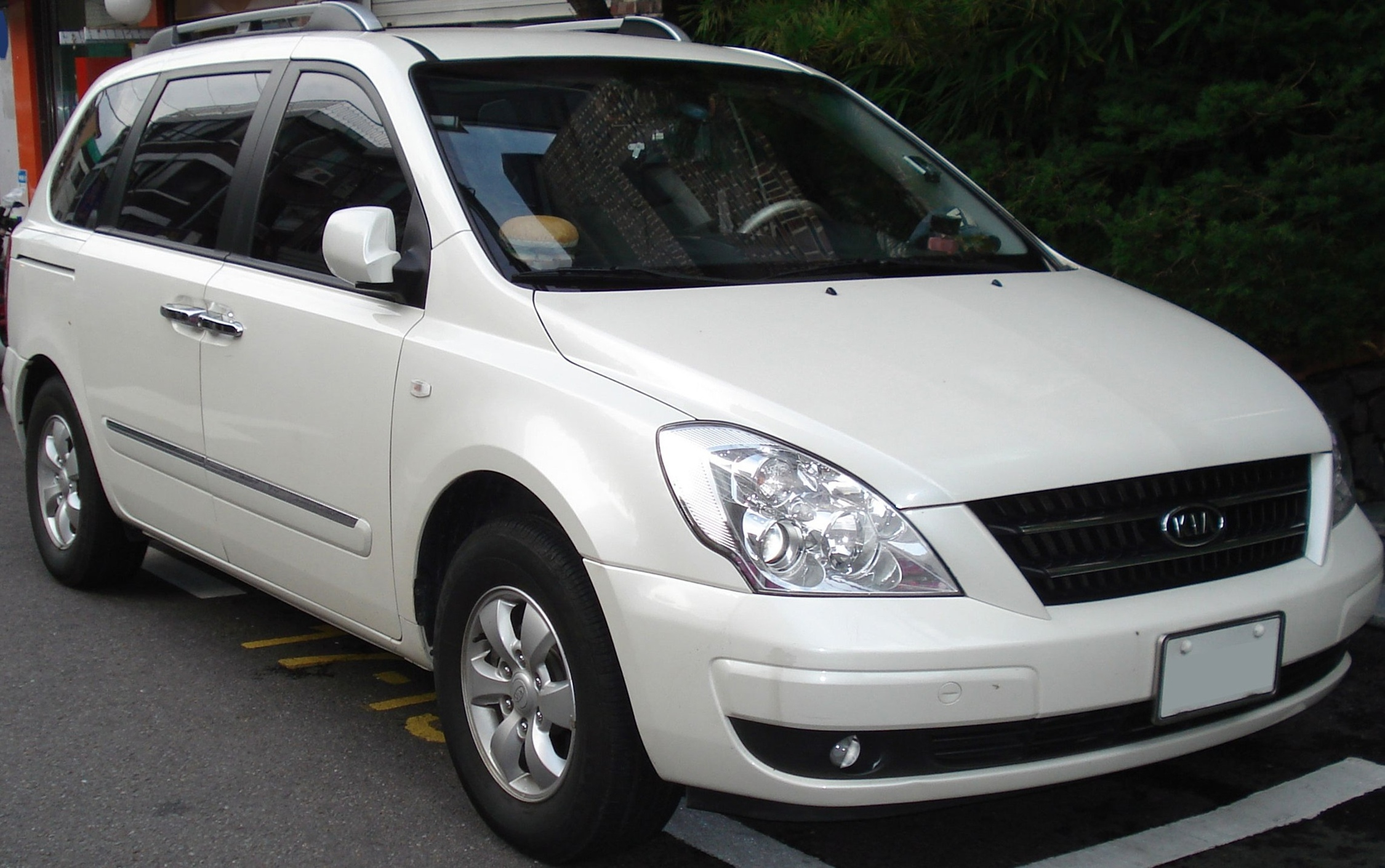
Kia Carnival VQ)

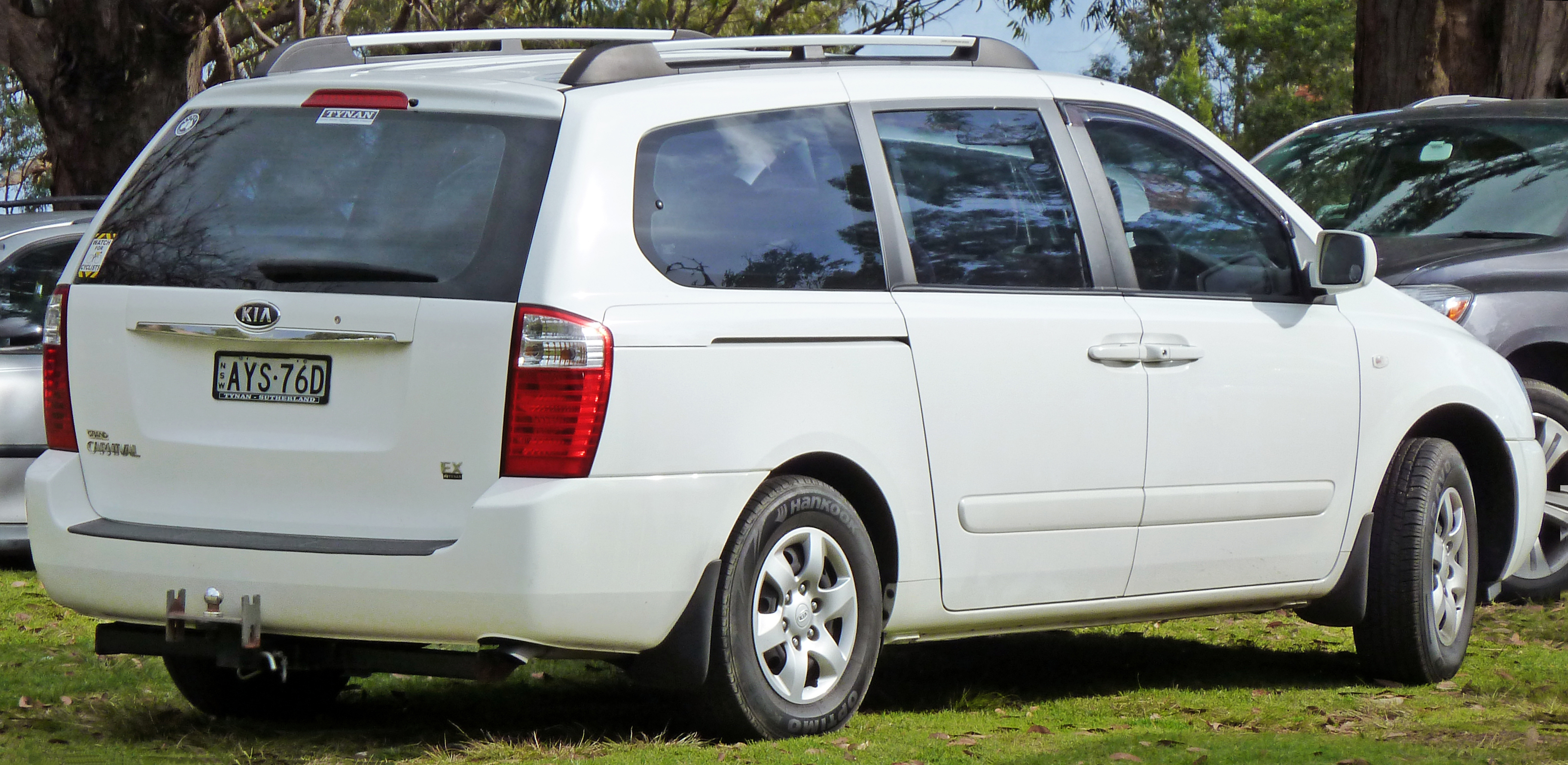

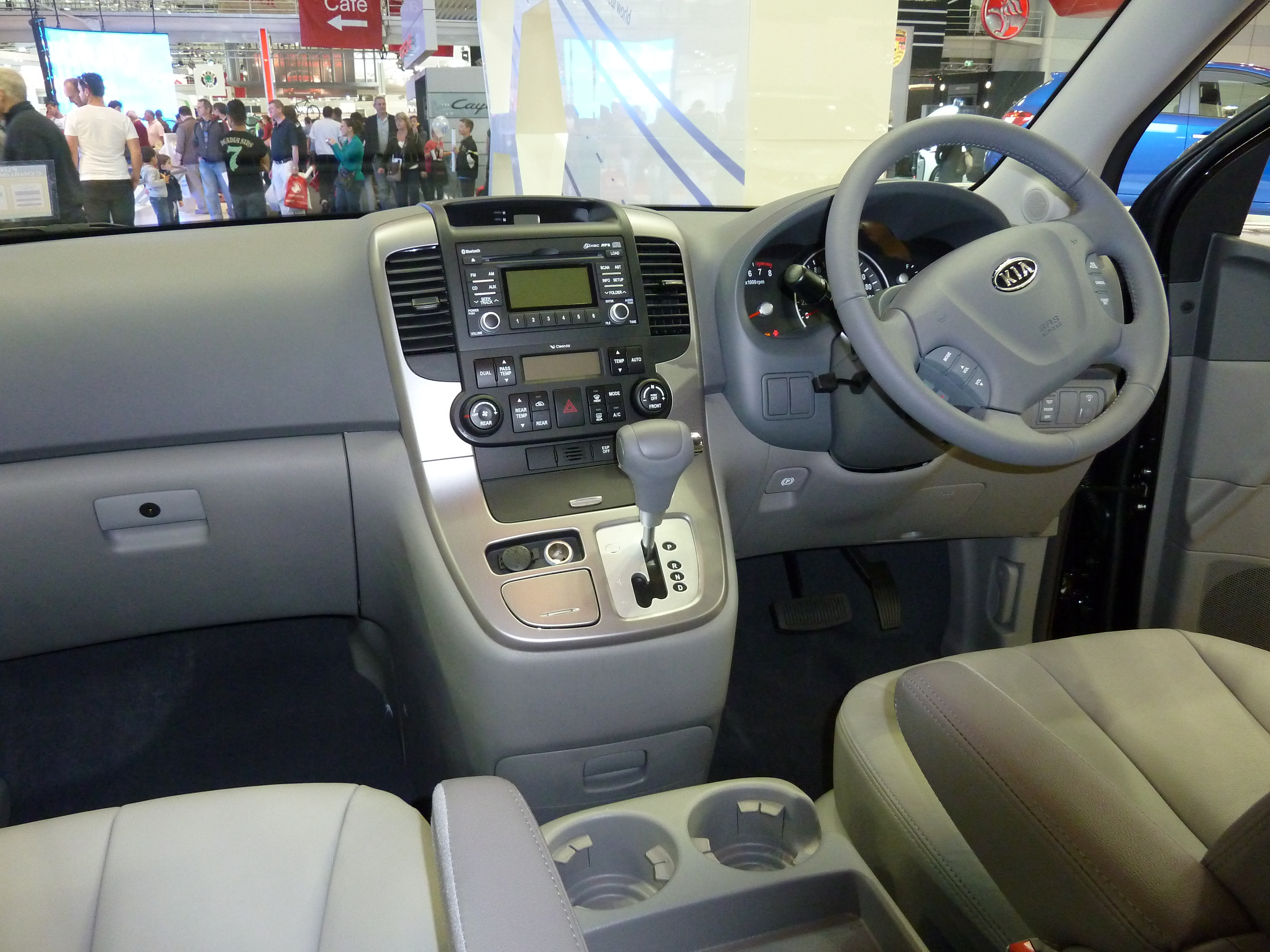

Друге покоління змінило перше в 2006 році. Ідентичний автомобіль продається в Північній Америці під назвою Hyundai Entourage. Була покращена безпека, так були додані: система ESP, бокові та головні подушки безпеки.

### Двигуни
- 2.7 л Mu V6
- 3.5 л Lambda V6
- 3.8 л Lambda V6
- 2.2 л CRDI VGT R-Line I4 diesel
- 2.9 л CRDI VGT I4 diesel

## Третє покоління

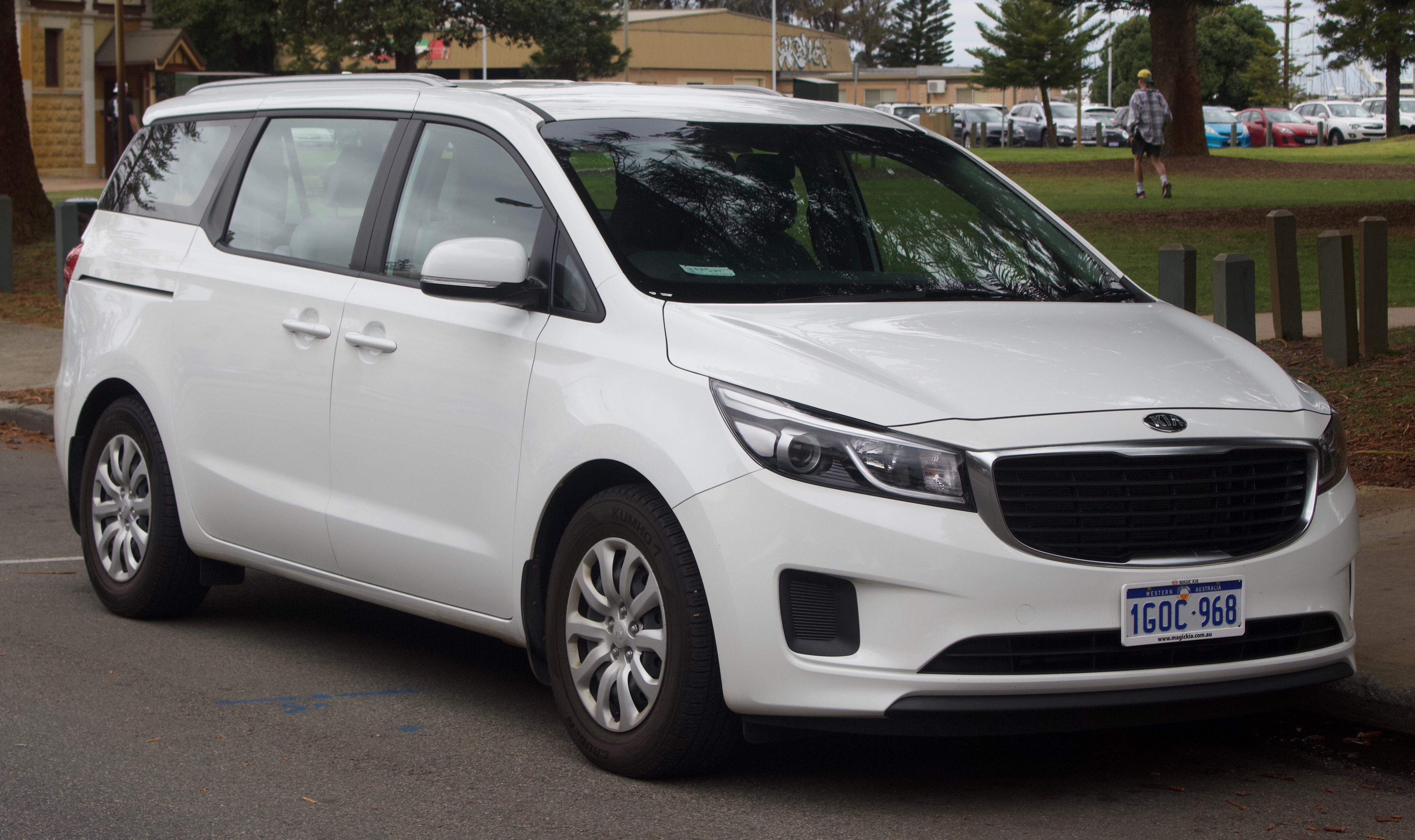
Kia Carnival YP

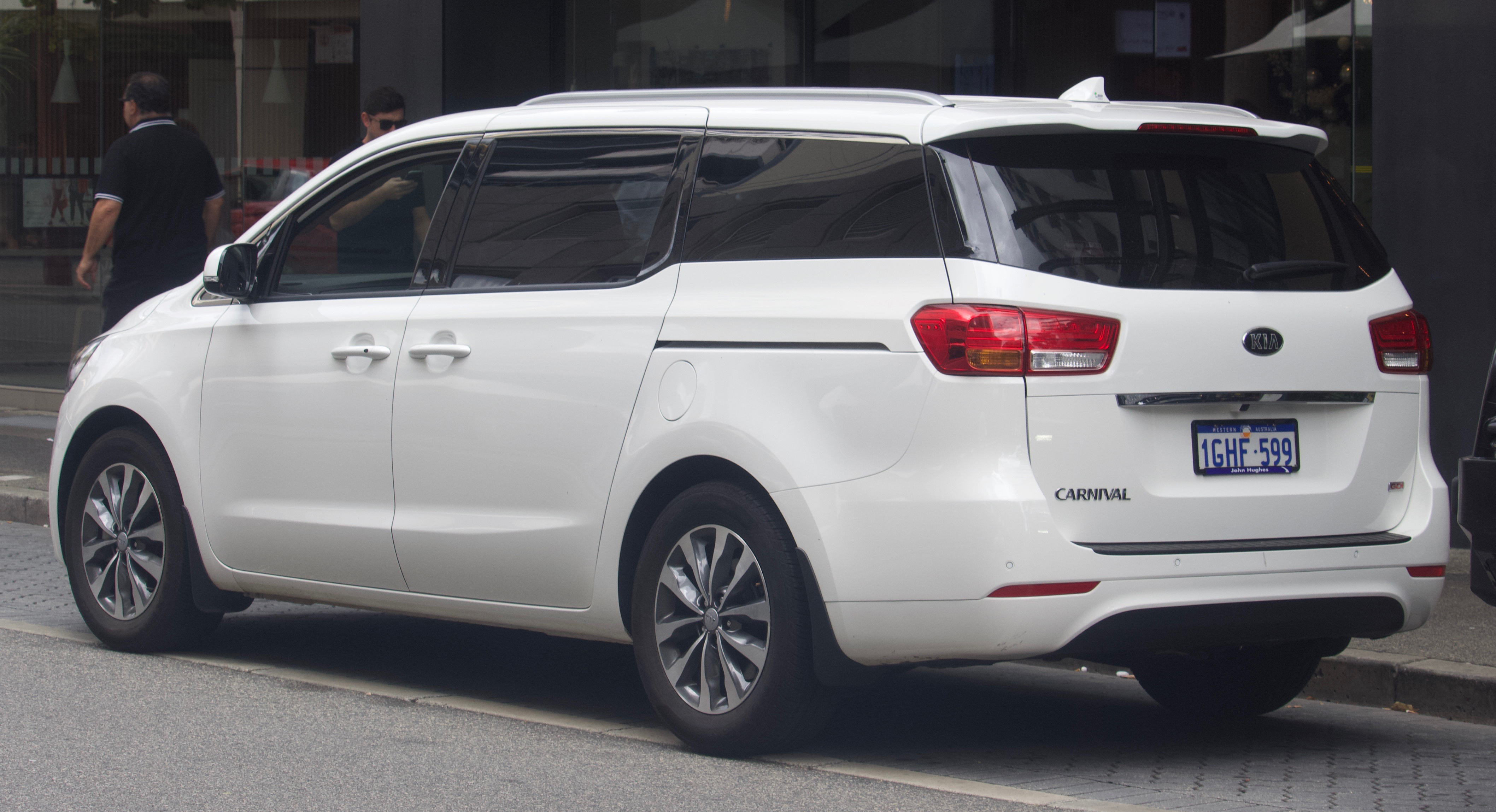

Третє покоління вперше було представлене в квітні 2014 року на автосалоні в Нью-Йорку.
Kia Carnival 2016 року випуску — це стильний сімейний мінівен, доступний у варіантах з семи- або восьмимісним розміщенням. В ході останніх оновлень 2016 року були переглянуті габарити Kia Carnival для полегшення маневрування та процесу парковки. Дана модель тепер на 5,5 см нижча (1,74 м) і на 1,5 см коротша (5,156 м), в той час, як довжину колісної бази збільшили на 4 см (3,062 м). Так що автомобіль продовжує залишатися великим зовні і просторим всередині. Ці нові розміри в якійсь мірі сприяють забезпеченню стабільної їзди і гідного управління — навіть краще, ніж можна було очікувати від великого сімейного мінівена. Всі моделі Кіа Карнівал 2016 року оснащені камерою заднього виду. У комплектаціях L і LX додані нові варіанти тканинної оббивки крісел з різними візерунками, а у версії EX додатково пропонується підігрів передніх сидінь. Єдиним доступним двигуном для Kia Carnival 2016 є бензиновий 3.3-літровий агрегат V6, потужністю 280 кінських сил і крутним моментом 343 Нм / 5200 об/хв, що працює в парі з 6-ступінчастою автоматичною трансмісією. Витрата палива в змішаному циклі за офіційними даними становить 11,6 л/100 км, а викиди СО2 знаходяться на рівні 271 г/км.
Мінівен пропонує достатньо місця для перевезення вантажу. Об'єм багажника з усіма піднятими сидіннями складає 960 л. Якщо скласти третій ряд, простір збільшиться до 2220 л, а опускання спинок крісел другого ряду забезпечує 4020 л.

### Двигуни
- 3.3 л Lambda II GDi V6
- 2.2 л CRDI VGT R-Line I4 diesel

## Четверте покоління (KA4)

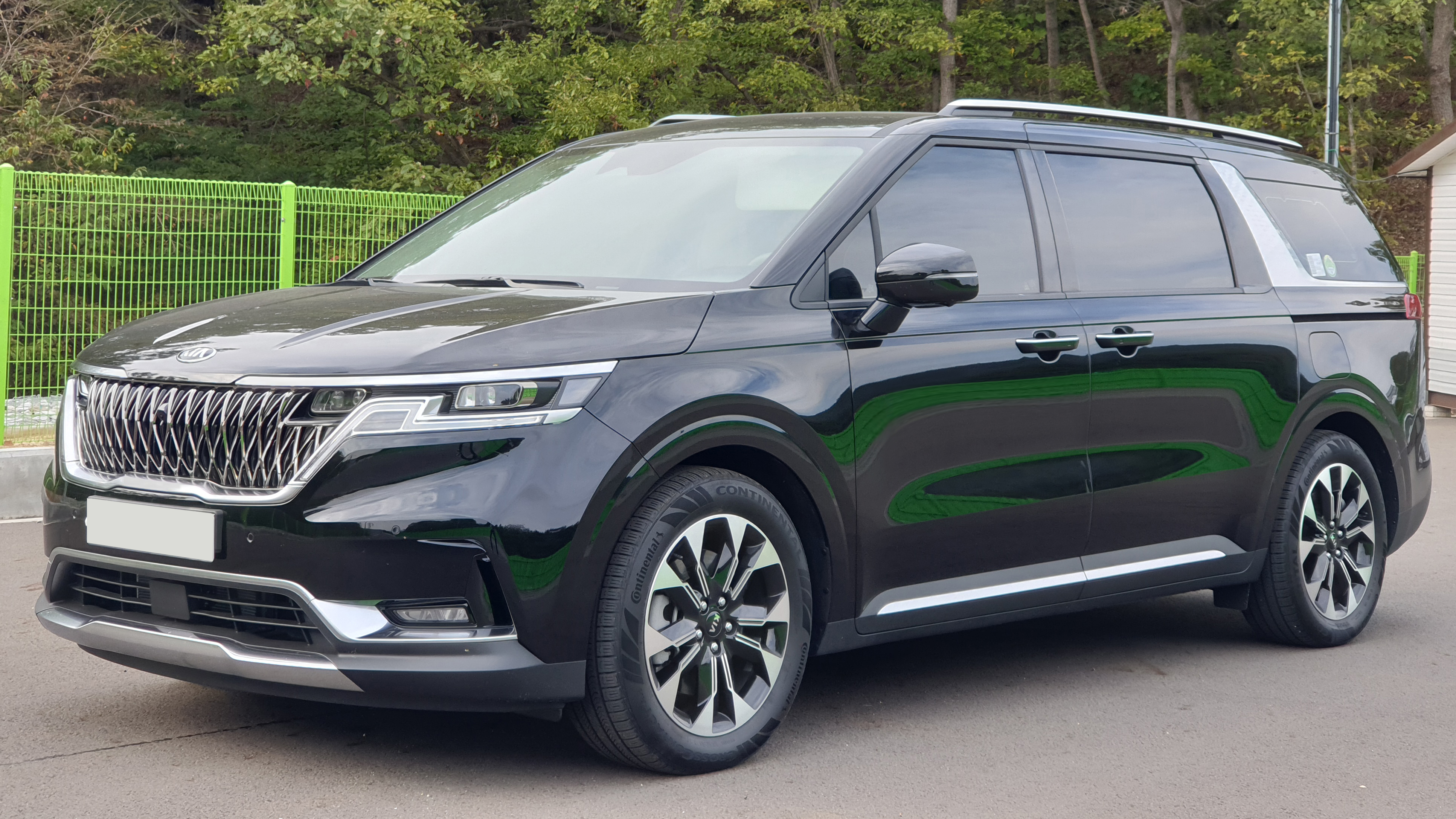

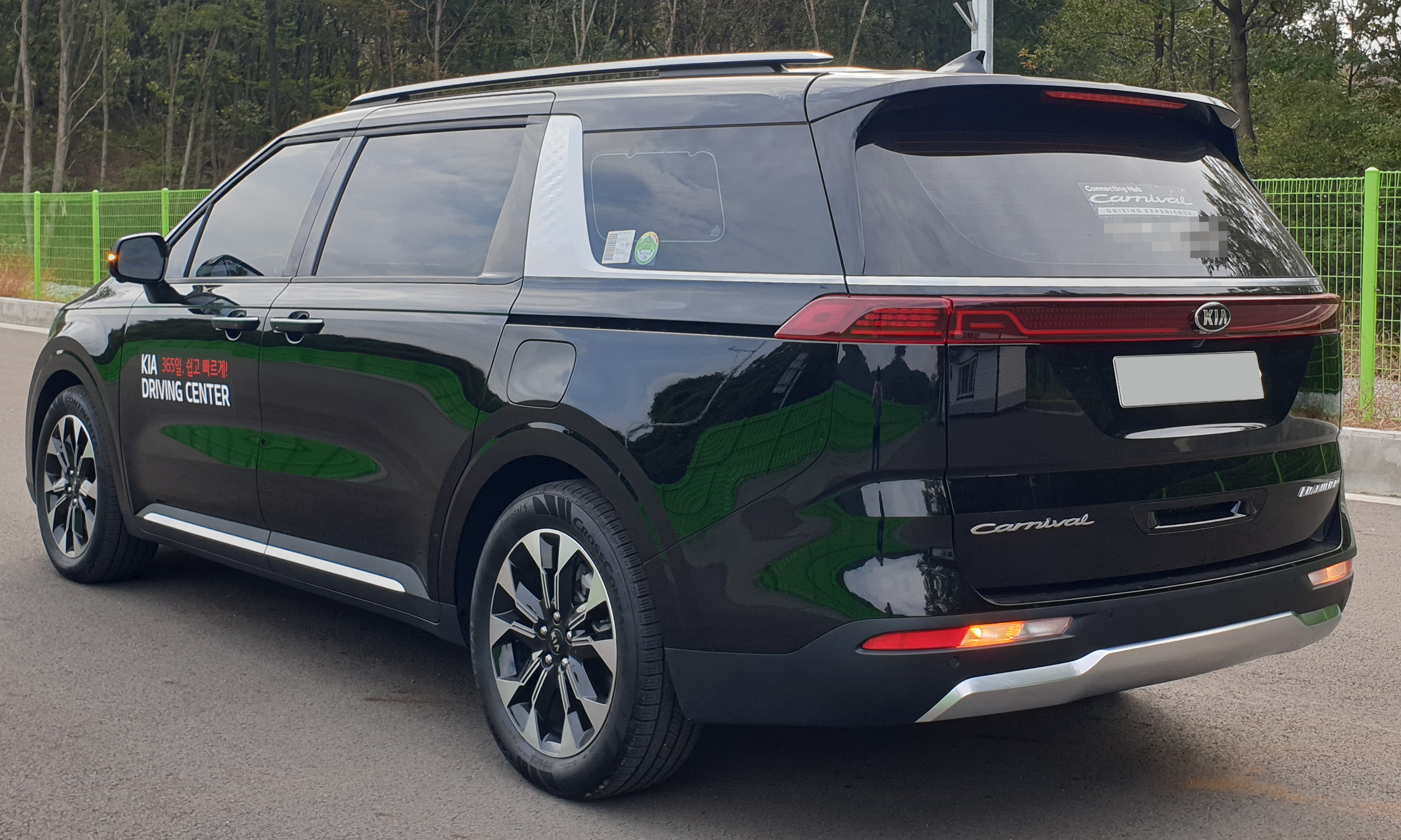

Четверте покоління Carnival дебютувало в червні 2020 року. Завдяки новій середньорозмірній платформі Hyundai-Kia N3, від Kia Sorento та Hyundai Staria. Довжина Carnival четвертого покоління зросла на 40 мм , а колісна база була збільшена на 30 мм. Продажі в Південній Кореї почалися у вересні 2020 року.

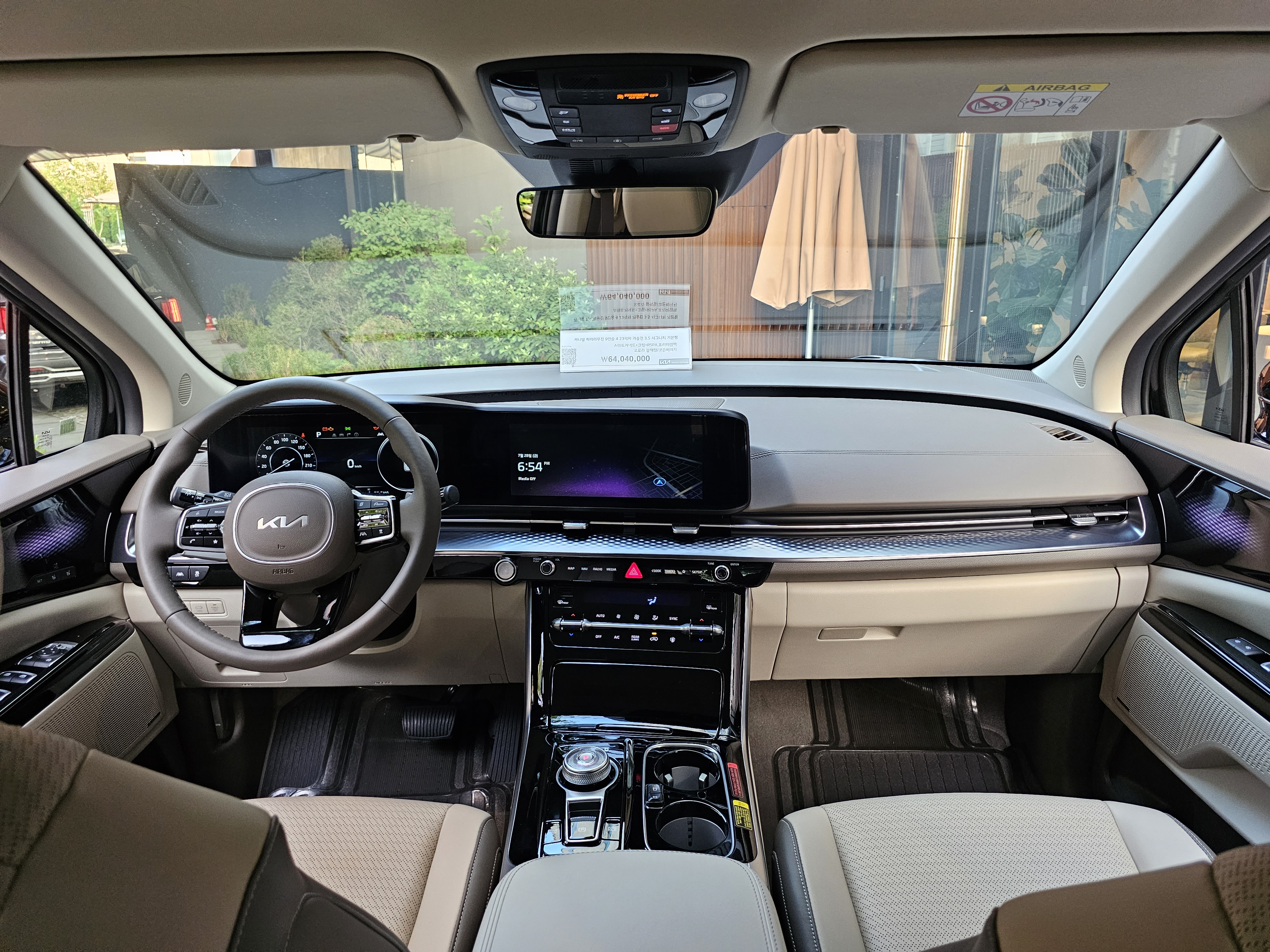

### Двигуни
- 3.5 L Smartstream G3.5 MPi V6
- 3.5 L Smartstream G3.5 GDi V6
- 2.2 L Smartstream D2.2/R-Line CRDi VGT I4

## Продажі
| Рік  | США    | Південна Корея |
| ---- | ------ | -------------- |
| 1998 |        |                |
| 1999 |        |                |
| 2000 |        | 58,456         |
| 2001 | 15,069 | 72,476         |
| 2002 | 39,088 | 64,321         |
| 2003 | 50,628 | 36,164         |
| 2004 | 61,149 | 19,315         |
| 2005 | 52,837 | 14,433         |
| 2006 | 57,018 | 19,732         |
| 2007 | 40,493 | 20,489         |
| 2008 | 26,915 | 19,174         |
| 2009 | 27,398 | 21,377         |
| 2010 | 21,823 | 25,144         |
| 2011 | 24,047 | 27,091         |
| 2012 | 17,512 | 30,712         |
| 2013 | 7,079  | 30,586         |
| 2014 | 14,567 | 41,643         |
| 2015 | 36,755 | 67,560         |
| 2016 | 28,264 | 65,927         |
| 2017 | 23,814 | 68,386         |
| 2018 | 17,928 | 76,362         |
| 2019 | 15,931 | 63,706         |
| 2020 | 13,190 | 64,195         |
| 2021 | 25,155 | 73,503         |
| 2022 | 19,706 | 59,058         |